# Cosmophasis marxi
Cosmophasis marxi är en spindelart som först beskrevs av Tord Tamerlan Teodor Thorell 1890.  Cosmophasis marxi ingår i släktet Cosmophasis och familjen hoppspindlar. Inga underarter finns listade i Catalogue of Life.